# Sally Menke
Sally Menke (* 17. Dezember 1953 in Mineola, Nassau County, New York; † 27. September 2010 in Bronson Canyon, Kalifornien) war eine US-amerikanische Filmeditorin und Filmproduzentin. Als Langzeit-Mitarbeiterin von Quentin Tarantino war sie maßgeblich an der Gestaltung seiner Filme beteiligt. 

## Leben
Menke machte ihren Abschluss an der Filmschule der New York University, um anschließend Dokumentationen für CBS Reports, PBS, Bill Moyers und Ken Burns zu schneiden. Für den Filmschnitt von Turtles zog sie 1990 nach Los Angeles.
1992 begann ihre Zusammenarbeit mit Tarantino für Reservoir Dogs und wurde 1994 mit Pulp Fiction fortgesetzt, für den sie u. a. für einen Oscar und einen BAFTA Award nominiert wurde. Es folgten Four Rooms (Der Mann aus Hollywood) und Jackie Brown, bevor sie einige Preise der Filmkritiker für Kill Bill Vol. 1 erhielt. Auch am zweiten Teil  und den darauf folgenden beiden Tarantino-Produktionen war sie als Editorin beteiligt; für Inglourious Basterds erhielt sie ihre zweite Oscar-Nominierung. Ihr letztes Filmprojekt war Peacock aus dem Jahr 2010. Außer mit Tarantino hatte sie mit Ole Bornedal, Billy Bob Thornton und zuletzt mit Michael Lander zusammengearbeitet.
Sally Menke lebte zuletzt in Los Angeles zusammen mit ihrem Mann, dem Regisseur Dean Parisot, und zwei Kindern. 
Sally Menke wurde am 27. September 2010 tot in einer Schlucht im Griffith Park in Los Angeles gefunden. Die Todesursache ist unklar, es wird vermutet, dass die Rekordhitze, mit 45 °C der heißeste Tag überhaupt in Los Angeles, mit ihrem Tod zu tun hatte.
Tarantino bat seine Schauspieler, Sally Menke während der Dreharbeiten zu grüßen. Gerade im Rahmen von Outtakes und Filmfehlern gibt es viele solcher auf Film gebannte Grüße.

## Filmografie (Auswahl)
Filmeditorin
- 1990: Turtles (Teenage Mutant Ninja Turtles)
- 1991: The Search for Signs of Intelligent Life in the Universe
- 1993: Zwischen Himmel und Hölle (Heaven and Earth)
- 1993: Reservoir Dogs – Wilde Hunde (Reservoir Dogs)
- 1994: Pulp Fiction
- 1995: Four Rooms
- 1996: Nach eigenen Regeln (Mulholland Falls)
- 1997: Jackie Brown
- 1997: Freeze – Alptraum Nachtwache (Nightwatch)
- 2000: All die schönen Pferde (All the Pretty Horses)
- 2001: Daddy and them – Durchgeknallt in Arkansas (Daddy and Them)
- 2003: Kill Bill – Volume 1
- 2004: Kill Bill – Volume 2
- 2007: Death Proof – Todsicher (Grindhouse: Death Proof)
- 2009: Inglourious Basterds
- 2010: Peacock

Produzentin
- 2000: All die schönen Pferde (All the Pretty Horses)

## Auszeichnungen
Academy Awards
- 2010 Nominiert für den Besten Schnitt (Inglourious Basterds)
- 1995 Nominiert für den Besten Schnitt (Pulp Fiction)

BAFTA Awards
- 2010 Nominiert für den Besten Schnitt (Inglourious Basterds)
- 2004 Nominiert für den Besten Schnitt (Kill Bill: Vol. 1)
- 1995 Nominiert für den Besten Schnitt (Pulp Fiction)

Alliance of Women Film Journalists
- 2009 Ausgezeichnet für den Besten Schnitt (Inglourious Basterds)

American Cinema Editors
- 2005 Nominiert für den Besten Schnitt (Kill Bill: Vol. 2)
- 1995 Nominiert für den Besten Schnitt (Pulp Fiction)

Awards Circuit Community Awards
- 2009 Nominiert für den Besten Schnitt (Inglourious Basterds)
- 2004 Nominiert für den Besten Schnitt (Kill Bill: Vol. 2)
- 2003 Nominiert für den Besten Schnitt (Kill Bill: Vol. 1)
- 1997 Nominiert für den Besten Schnitt (Jackie Brown)

Broadcast Film Critics Association Awards
- 2010 Nominiert für den Besten Schnitt (Inglourious Basterds)

Hollywood Film Awards
- 2004 	Editor of the Year (Kill Bill: Vol. 2)

International Cinephile Society Awards
- 2010 Nominiert für den Besten Schnitt (Inglourious Basterds)

Las Vegas Film Critics Society Awards
- 2004 Ausgezeichnet für den Besten Schnitt (Kill Bill: Vol. 1)

Online Film & Television Association
- 2010 Nominiert für den Besten Schnitt (Inglourious Basterds)
- 2004 Ausgezeichnet für den Besten Schnitt (Kill Bill: Vol. 1)

Online Film Critics Society Awards
- 2010 Nominiert für den Besten Schnitt (Inglourious Basterds)
- 2005 Editor of the Year (Kill Bill: Vol. 2)

Phoenix Film Critics Society Awards
- 2004 Editor of the Year (Kill Bill: Vol. 1)

San Diego Film Critics Society Awards
- 2009 Nominiert für den Besten Schnitt (Inglourious Basterds)
- 2003 Ausgezeichnet für den Besten Schnitt (Kill Bill: Vol. 1)